# Töf-töf elefánt
A Töf-töf elefánt magyar televíziós gyurmafilmsorozat, amelyet a MIKRO stúdió készített 1991-től 1994-ig.

## Alkotók
- Mesélő: Szombathy Gyula (első-két évad)
- Rendezte és tervezte: Cakó Ferenc
- Írta: Csukás István
- Dramaturg: Gál Mihály
- Zenéjét szerezte: Mericske Zoltán
- Operatőr: Haeseler Ernő
- Vágó: Hap Magda
- Hangmérnök: Tóbel Béla
- Díszlet: Kovács Árpád, Sánta Béla
- Főgyártásvezető: Élő Rudolf
- Figuraterv: Krakovszky Mária
- Kameraman: Mazács Miklós
- Animátorok: Doboki László, Ilyés Miklós, Örkényi Antal, Pintér Csilla, Zoltán Annamária
- Munkatársak: Karcagi Csilla, Kazi Antal
- Színes technika: Bederna András
- Felvételvezető: Házkötő Zsuzsa
- Stúdióvezető: Herendi János
- Gyártásvezető: Magyar Gergely

- A laboratóriumi munkák a Magyar Filmlaboratórium Vállalatnál készültek
- Készítette a Magyar Televízió megbízásából a MIKRO Stúdió

## Epizódok

### 1. évad (1991)
| Sor. | Év. | Cím                         | Rendező     | Író           |
| ---- | --- | --------------------------- | ----------- | ------------- |
| 1.   | 1.  | Töf-töf, az őrangyal        | Cakó Ferenc | Csukás István |
| 2.   | 2.  | A szemtelen légy            | Cakó Ferenc | Csukás István |
| 3.   | 3.  | Bilin ülő Bömbölő           | Cakó Ferenc | Csukás István |
| 4.   | 4.  | Csuklik a város             | Cakó Ferenc | Csukás István |
| 5.   | 5.  | Töf-töf, a pótpostás        | Cakó Ferenc | Csukás István |
| 6.   | 6.  | Utcai zenebona              | Cakó Ferenc | Csukás István |
| 7.   | 7.  | Töf-töf nyomoz              | Cakó Ferenc | Csukás István |
| 8.   | 8.  | Töf-töf és a vadmotorosok   | Cakó Ferenc | Csukás István |
| 9.   | 9.  | Töf-töf és a csúzlis gyerek | Cakó Ferenc | Csukás István |
| 10.  | 10. | A bűvös virág               | Cakó Ferenc | Csukás István |
| 11.  | 11. | Töf-töf és a vadállatok     | Cakó Ferenc | Csukás István |
| 12.  | 12. | A csodafurulya              | Cakó Ferenc | Csukás István |
| 13.  | 13. | Töf-töf, a léggömbfújó      | Cakó Ferenc | Csukás István |

### 2. évad (1992)
| Sor. | Év. | Cím                  | Rendező     | Író           |
| ---- | --- | -------------------- | ----------- | ------------- |
| 14.  | 1.  | A fogfájós fóka      | Cakó Ferenc | Csukás István |
| 15.  | 2.  | A vad orrszarvú      | Cakó Ferenc | Csukás István |
| 16.  | 3.  | A magányos disznó    | Cakó Ferenc | Csukás István |
| 17.  | 4.  | A lusta oroszlán     | Cakó Ferenc | Csukás István |
| 18.  | 5.  | A pufogó vipera      | Cakó Ferenc | Csukás István |
| 19.  | 6.  | A síró-rívó krokodil | Cakó Ferenc | Csukás István |
| 20.  | 7.  | Az irigy keselyű     | Cakó Ferenc | Csukás István |
| 21.  | 8.  | A hencegő ugróegér   | Cakó Ferenc | Csukás István |
| 22.  | 9.  | A hiú páva           | Cakó Ferenc | Csukás István |
| 23.  | 10. | A röhögő majom       | Cakó Ferenc | Csukás István |
| 24.  | 11. | A remegő teknős      | Cakó Ferenc | Csukás István |
| 25.  | 12. | A falánk struccok    | Cakó Ferenc | Csukás István |
| 26.  | 13. | A lantszarvú antilop | Cakó Ferenc | Csukás István |

### 3. évad (1993)
| Sor. | Év. | Cím                | Rendező     | Író           |
| ---- | --- | ------------------ | ----------- | ------------- |
| 27.  | 1.  | Kanál és villakezű | Cakó Ferenc | Csukás István |
| 28.  | 2.  | Mindent takarító   | Cakó Ferenc | Csukás István |
| 29.  | 3.  | Robogó száguldó    | Cakó Ferenc | Csukás István |
| 30.  | 4.  | Utánzó             | Cakó Ferenc | Csukás István |
| 31.  | 5.  | Csodaszifon        | Cakó Ferenc | Csukás István |
| 32.  | 6.  | Zárnyitogató       | Cakó Ferenc | Csukás István |
| 33.  | 7.  | Telefonozó         | Cakó Ferenc | Csukás István |
| 34.  | 8.  | Mindent törő       | Cakó Ferenc | Csukás István |
| 35.  | 9.  | Csereberélő        | Cakó Ferenc | Csukás István |
| 36.  | 10. | Hosszúkezű         | Cakó Ferenc | Csukás István |
| 37.  | 11. | Csupaizom          | Cakó Ferenc | Csukás István |
| 38.  | 12. | Fűrészkezű         | Cakó Ferenc | Csukás István |
| 39.  | 13. | Hideg-meleg lehelő | Cakó Ferenc | Csukás István |

### 4. évad (1994)
| Sor. | Év. | Cím                      | Rendező     | Író           |
| ---- | --- | ------------------------ | ----------- | ------------- |
| 40.  | 1.  | Lent a kéz fent a láb    | Cakó Ferenc | Csukás István |
| 41.  | 2.  | Repül a… repül a…        | Cakó Ferenc | Csukás István |
| 42.  | 3.  | Legyőzzük a távolságot   | Cakó Ferenc | Csukás István |
| 43.  | 4.  | Kicsi a bors de erős     | Cakó Ferenc | Csukás István |
| 44.  | 5.  | Macska a levegőben       | Cakó Ferenc | Csukás István |
| 45.  | 6.  | Nincs akadály            | Cakó Ferenc | Csukás István |
| 46.  | 7.  | Pörgő tányér             | Cakó Ferenc | Csukás István |
| 47.  | 8.  | A gyakorló ló            | Cakó Ferenc | Csukás István |
| 48.  | 9.  | Jobb egyenes, bal görbe  | Cakó Ferenc | Csukás István |
| 49.  | 10. | A háztető bajnokai       | Cakó Ferenc | Csukás István |
| 50.  | 11. | A csodálatos teniszlabda | Cakó Ferenc | Csukás István |
| 51.  | 12. | Ki lesz a gólkirály      | Cakó Ferenc | Csukás István |
| 52.  | 13. | Díjaratás                | Cakó Ferenc | Csukás István |